# Søren Marinus Jensen
Søren Marinus Jensen (5 mai 1879 à Skødstrup - 6 janvier 1965) était un lutteur danois qui participa aux Jeux olympiques intercalaires de 1906 à Athènes et aux Jeux olympiques d'été de 1908 à Londres et de 1912 à Stockholm.
Il est le lutteur danois ayant remporté le plus de succès aux JO, avec des médailles dans les 3 compétitions, dont la médaille d'or en 1906 (bien que plus considéré comme olympique) et la médaille de bronze en 1912 dans la catégorie poids lourd. Il gagne en plus les championnats du monde en 1905 et des médailles d'argent lors de championnats européens.